# Жедеон Калюлю
Жедеон Калюлю (фр. Gédéon Kalulu, нар. 29 серпня 1997, Ліон) — конголезький футболіст, захисник клубу «Лор'ян».

## Клубна кар'єра
Народився 29 серпня 1997 року в місті Ліон. Вихованець низки французьких футбольних клубів.
У дорослому футболі дебютував 2015 року виступами за команду «Олімпік-2» (Ліон), в якій провів три сезони, взявши участь у 49 матчах чемпіонату. 
Протягом 2018—2019 років захищав кольори клубу «Бур-ан-Бресс Перонна».
Своєю грою за останню команду привернув увагу представників тренерського штабу клубу «Аяччо», до складу якого приєднався 2019 року. Відіграв за команду з Аяччо наступні три сезони своєї ігрової кар'єри. Більшість часу, проведеного у складі «Аяччо», був основним гравцем захисту команди.
До складу клубу «Лор'ян» приєднався 2022 року. Станом на 13 листопада 2022 року відіграв за команду з Лор'яна 12 матчів в національному чемпіонаті.

## Виступи за збірну
У 2020 році дебютував в офіційних матчах у складі національної збірної Демократичної Республіки Конго.
У складі збірної — учасник Кубка африканських націй 2023 року у Кот-д'Івуарі.
| Дата       | Місто                   | Господарі     | Результат               | Гості        | Турнір                                      | Голи | Примітки |
| ---------- | ----------------------- | ------------- | ----------------------- | ------------ | ------------------------------------------- | ---- | -------- |
| 13-10-2020 | Рабат                   | Марокко       | 1 – 1                   | ДР Конго     | товариський матч                            | -    | 92'      |
| 11-6-2021  | Туніс (місто)           | Малі          | 1 – 1                   | ДР Конго     | товариський матч                            | -    | 62' 65'  |
| 23-9-2022  | Касабланка              | ДР Конго      | 0 – 1                   | Буркіна-Фасо | товариський матч                            | -    | 86'      |
| 9-9-2023   | Кіншаса                 | ДР Конго      | 2 – 0                   | Судан        | Відбір до Кубка африканських націй 2023     | -    |          |
| 13-10-2023 | Мурсія                  | Нова Зеландія | 1 – 1                   | ДР Конго     | товариський матч                            | -    |          |
| 15-11-2023 | Кіншаса                 | ДР Конго      | 2 – 0                   | Мавританія   | Відбір до ЧС 2026                           | -    |          |
| 19-11-2023 | Бенгазі                 | Судан         | 1 – 0                   | ДР Конго     | Відбір до ЧС 2026                           | -    |          |
| 6-1-2024   | Дубай                   | ДР Конго      | 0 – 0                   | Ангола       | товариський матч                            | -    |          |
| 10-1-2024  | Абу-Дабі                | ДР Конго      | 1 – 2                   | Буркіна-Фасо | товариський матч                            | -    | 76'      |
| 17-1-2024  | Сан-Педро (Кот-д'Івуар) | ДР Конго      | 1 – 1                   | Замбія       | Кубок африканських націй 2023 - 1-й етап    | -    | 90'      |
| 21-1-2024  | Сан-Педро (Кот-д'Івуар) | Марокко       | 1 – 1                   | ДР Конго     | Кубок африканських націй 2023 - 1-й етап    | -    |          |
| 24-1-2024  | Короґо                  | Танзанія      | 0 – 0                   | ДР Конго     | Кубок африканських націй 2023 - 1-й етап    | -    |          |
| 28-1-2024  | Сан-Педро (Кот-д'Івуар) | Єгипет        | 1 – 1 д.ч. (7 – 8 п.п.) | ДР Конго     | Кубок африканських націй 2023 - 1/8 фіналу  | -    |          |
| 2-2-2024   | Абіджан                 | ДР Конго      | 3 – 1                   | Гвінея       | Кубок африканських націй 2023 - чвертьфінал | -    |          |
| Усього     |                         | Матчів        | 14                      |              | Голів                                       | 0    |          |